# Mapat L. de Zatarain
Mapat L. de Zatarain (née Martha Patricia López de Zataraín à Puebla), est une productrice de télévision mexicaine.

## Télévision

### Productrice exécutive
- 1996 - 1997 : Luz Clarita (Televisa)
- 1998 : Una luz en el camino (Televisa)
- 1999 : El niño que vino del mar (Televisa)
- 2001 : María Belén (Televisa)
- 2003 : De pocas, pocas pulgas (Televisa)
- 2004 : Piel de otoño (Televisa)
- 2007-2008 : Yo amo a Juan Querendón (Televisa)
- 2008-2009 : Juro que te amo (Televisa)
- 2011 : Ni contigo ni sin ti (Televisa)
- 2012-2013 : La mujer del vendaval (Televisa)
- 2014-2015 : La sombra del pasado (Televisa)
- 2016 : Corazón que miente (Televisa)